# 古川慎一
古川 慎一（ふるかわ しんいち、1963年7月26日 - ）は、東京都江戸川区出身の元プロ野球選手（外野手）。右投右打。
ロサンゼルスオリンピック野球の金メダリスト。

## 経歴
春日部工業高校では投手として2年秋に県大会優勝で関東大会へ進むが準々決勝で印旛高校に敗退。1981年の全国高等学校野球選手権埼玉大会準決勝に進出するが、上尾高校に敗れる。卒業後は亜細亜大学に進学。大学3年から本格的に野手転向。東都大学野球リーグでは1984年春季リーグで優勝。同年の全日本大学野球選手権大会決勝に進むが、法大に延長11回惜敗、準優勝にとどまる。同年の日米大学野球選手権大会日本代表に選出され、またロサンゼルスオリンピック日本代表となり、金メダル獲得に貢献した。4年生の秋季リーグで4試合連続本塁打を記録する。リーグ通算82試合出場、277打数70安打、打率.253、15本塁打、45打点。ベストナイン2回。大学同期に鈴木慶裕、1学年下に阿波野秀幸、佐藤和弘、2学年下に与田剛がいる。
1985年のプロ野球ドラフト会議でロッテオリオンズから4位指名を受け入団。1986年は5月から左翼を任され、89試合に先発出場、16本塁打を放つ。1987年は落合博満の後継を期待され、開幕から四番打者に座るが、7試合目の4月19日の阪急戦で死球により手首を骨折。6月に復帰するが、同年は80試合出場に終わる。結局この骨折の影響で現役時代通じて規定打席到達は1度も無かった。
1988年は開幕から左翼のレギュラーとして起用され打撃も好調で一時期は打率3割を超えるが、徐々に調子を落としシーズン中盤からは岡部明一に先発を譲る試合が増える。結局シーズン打率.236と低調に終わる。同年の10.19では第1、第2試合ともに先発出場。第2試合では阿波野秀幸に二塁で牽制されアウトとなるが、古川はセカンドの大石大二郎に押し出されたと二塁塁審の新屋晃に抗議した。すると監督の有藤道世もこれに加わり、走塁妨害を主張したが判定は覆らなかった。結果、抗議時間は9分に上り、皮肉にもこの抗議が近鉄の優勝を奪う原因となった。阿波野は大学の1年後輩で大石は先輩という関係であった。この試合では三振で最後の打者となっている。
1989年は外野手に転向した西村徳文が中堅のレギュラーとして起用されたため西村、高沢秀昭、横田真之に続く4人目の外野手兼代打として98試合に出場し打率.249を記録。1990年は高沢が広島に移籍したため外野の1枠が開くが故障もあって38試合の出場に終わった。1991年は故障で欠場したマイク・ディアズの代わりに指名打者として起用されるなど51試合に先発出場、打率.258を記録し復活の兆しを見せるが、1992年以降は右肩の故障や佐藤幸彦など若手選手の成長もあって出場機会が激減する。1994年は1軍の試合に出場せず。1995年は2年ぶりに1軍の試合に出場するが2試合で4打数ノーヒットに終わり、オフにコーチ就任要請を受けたため現役を引退。
引退後は1996年と1997年に千葉ロッテの二軍打撃コーチを務めた。1998年にフロント入りするが、2003年にロッテを退団。現在は会社員となって、支店長の傍ら春日部・越谷の少年野球チームである春越硬式野球倶楽部で総合コーチを務める。

## 詳細情報

### 年度別打撃成績
| 年 度     | 球 団     | 試 合 | 打 席 | 打 数 | 得 点 | 安 打 | 二 塁 打 | 三 塁 打 | 本 塁 打 | 塁 打 | 打 点 | 盗 塁 | 盗 塁 死 | 犠 打 | 犠 飛 | 四 球 | 敬 遠 | 死 球 | 三 振 | 併 殺 打 | 打 率 | 出 塁 率 | 長 打 率 | O P S |
| --------- | --------- | ----- | ----- | ----- | ----- | ----- | -------- | -------- | -------- | ----- | ----- | ----- | -------- | ----- | ----- | ----- | ----- | ----- | ----- | -------- | ----- | -------- | -------- | ----- |
| 1986      | ロッテ    | 96    | 377   | 347   | 55    | 95    | 11       | 2        | 16       | 158   | 47    | 5     | 2        | 7     | 1     | 19    | 0     | 3     | 77    | 5        | .274  | .316     | .455     | .772  |
| 1987      | ロッテ    | 80    | 242   | 221   | 26    | 49    | 8        | 1        | 12       | 95    | 34    | 9     | 1        | 2     | 3     | 14    | 1     | 2     | 56    | 7        | .222  | .271     | .430     | .701  |
| 1988      | ロッテ    | 116   | 363   | 335   | 35    | 79    | 16       | 3        | 8        | 125   | 32    | 3     | 2        | 2     | 2     | 23    | 4     | 1     | 76    | 10       | .236  | .285     | .373     | .658  |
| 1989      | ロッテ    | 98    | 291   | 261   | 28    | 65    | 11       | 5        | 7        | 107   | 28    | 2     | 2        | 5     | 0     | 24    | 2     | 1     | 50    | 2        | .249  | .315     | .410     | .725  |
| 1990      | ロッテ    | 38    | 83    | 77    | 7     | 17    | 3        | 0        | 2        | 26    | 7     | 2     | 0        | 2     | 2     | 2     | 0     | 0     | 21    | 0        | .221  | .235     | .338     | .572  |
| 1991      | ロッテ    | 85    | 205   | 182   | 26    | 47    | 13       | 1        | 7        | 83    | 26    | 3     | 2        | 7     | 1     | 15    | 1     | 0     | 41    | 4        | .258  | .313     | .456     | .769  |
| 1992      | ロッテ    | 17    | 32    | 27    | 0     | 3     | 1        | 0        | 0        | 4     | 2     | 0     | 0        | 1     | 0     | 4     | 0     | 0     | 11    | 0        | .111  | .226     | .148     | .374  |
| 1993      | ロッテ    | 37    | 78    | 67    | 11    | 15    | 3        | 2        | 0        | 22    | 4     | 0     | 0        | 4     | 0     | 6     | 0     | 1     | 22    | 2        | .224  | .297     | .328     | .626  |
| 1995      | ロッテ    | 2     | 4     | 4     | 0     | 0     | 0        | 0        | 0        | 0     | 0     | 0     | 0        | 0     | 0     | 0     | 0     | 0     | 0     | 0        | .000  | .000     | .000     | .000  |
| 通算：9年 | 通算：9年 | 569   | 1675  | 1521  | 188   | 370   | 66       | 14       | 52       | 620   | 180   | 24    | 9        | 30    | 9     | 107   | 8     | 8     | 354   | 30       | .243  | .295     | .408     | .702  |

### 記録
- 初出場・初先発出場：1986年5月26日、対日本ハムファイターズ6回戦（川崎球場）、7番・左翼手で先発出場
- 初安打：同上、6回裏に岡部憲章から
- 初本塁打・初打点：1986年5月28日、対日本ハムファイターズ7回戦（川崎球場）、2回裏に津野浩から左越ソロ

### 背番号
- 39 （1986年）
- 10 （1987年 - 1995年）
- 79 （1996年 - 1997年）